# Núi Rào Cỏ
Núi Rào Cỏ là một khối núi ở biên giới Việt-Lào, phía tây Nghệ Tĩnh và phía đông Bolikhamxai. Đỉnh núi cao 2235 mét so với mực nước biển. phía đông của núi Rào Cỏ là thung lũng Hương Khê, phía tây là sông Nậm Ca Đinh bên Lào, phía nam là vùng đất trũng Quy Đạt.
Khối núi này được cấu tạo chủ yếu bằng đá granit kỷ Devon và đá biến chất kỷ Caledonia. Khối núi được phát triển trong chu kỳ tạo núi Hercynia.